# アンデルレヒトの戦い
アンデルレヒトの戦い（アンデルレヒトのたたかい、フランス語: Combat d'Anderlecht）は、フランス革命戦争中の1792年11月13日、オーストリア領ネーデルラントのブリュッセル市近く、アンデルレヒトで生起した、フランス第一共和政と神聖ローマ帝国（ハプスブルク帝国）の間の戦闘。フランスが勝利した。

## 戦闘までの情勢
フランス軍がジュマップの戦いで勝利した後、帝国軍はフランス軍の進軍を遅らせようとした。1792年9月13日、フェルディナント・フリードリヒ・アウグスト・フォン・ヴュルテンベルク率いる帝国軍後衛はブリュッセルに向かう途中、シント＝ピタルス＝レーウでルイ＝オーギュスト・ジュベナール・デ・ウルサン・ダルヴィル、アンリ・クリスチャン・ミシェル・デ・ステンゲル、シャルル・ジョゼフ・ド・ノジエール・ダンヴェザン、ピエール・トゥヴノーら率いるフランス軍前衛に追いつかれ、その後をシャルル・フランソワ・デュムーリエ率いる本軍が続いた。フランス軍は帝国軍をアンデルレヒトまで追撃したのであった。

## 戦闘
フランス軍ははじめデュムーリエ率いる義勇軍3千人しかいなかったが、アンデルレヒトにいたヴュルテンベルク率いる2万人の戦列に強襲した。6時間にわたる戦闘は激しい砲撃戦になり、フランス軍は増援が川を渡ってやってきたため3万5千人まで増強されて帝国軍を撃破した。帝国軍は統率を失ったが、夜に紛れてブリュッセルを通過して撤退した。

## 結果
帝国軍は戦死400人を出し、また大砲数門、捕虜数百人を出した。デュムーリエは翌14日にオーストリア領ネーデルラントの首都であるブリュッセルに入城した。